# 1119 Euboea
Az 1119 Euboea (ideiglenes jelöléssel 1927 UB) a Naprendszer kisbolygóövében található aszteroida. Karl Wilhelm Reinmuth fedezte fel 1927. október 27-én, Heidelbergben.